# Марко Пејовић (рукометаш)
Марко Пејовић (Цетиње, 8. септембар 1982) је црногорски рукометаш који наступа за Политехнику из Темишвара. Висок је 186 cm и игра на позицији пивотмена, а задужен је, углавном, за дефанзивне задатке.

## Клупска каријера
Марко Пејовић је каријеру професионалног рукометаша започео у Ловћену, клубу из родног града. У периоду од 2001. до 2007. са цетињским тимом је два пута освојио Куп СР Југославије (2001/02, 2002/03) и једну титулу првака Црне Горе (2006/07).
На љето 2007. прелази у редове скопског Вардара, гдје је био резерва Младену Ракчевићу, колеги из репрезентације Црне Горе.
Након једне сезоне без трофеја, Пејовић се вратио на Цетиње, гдје је, за двије године са Ловћеном, освојио само један трофеј: Куп Црне Горе (2009/10).
Други одлазак у иностранство се показао знатно успјешнијом причом. Пејовић је, у периоду од 2010. до 2015. године, наступао за холандски ОЦИ Лајонс, са којим је, у посљедњој сезони уговора, освојио триплу круну: национално првенство и куп те регионалну лигу.
Од 2015. наступа за темишварску Политехнику.

## Репрезентативна каријера
Марко Пејовић није наступао за сениорску репрезентацију СР Југославије, односно Србије и Црне Горе, али је зато, са јуниорима, освојио бронзану медаљу на Европском првенству 2002.
За црногорску репрезентацију је дебитовао у децембру 2006, а прву званичну утакмицу је одиграо неколико дана касније, 3. јануара 2007. против Финске, у склопу квалификација за Европско првенство 2008.
И у репрезентацији је био задужен за дефанзиву, а одиграо је 40 утакмица и постигао 20 голова. Наступио је на Европском првенству 2008. и Свјетском првенству 2013, као и у седам квалификационих циклуса (КЕП 2008, КСП 2009, КЕП 2010, КСП 2011, КЕП 2012, КСП 2013, КЕП 2014).
Посљедњи наступ за црвене имао је 15. јуна 2013. у квалификационој утакмици против Чешке.

## Трофеји
- Првак Црне Горе (1): 2006/07.
- Првак Холандије (1): 2014/15.
- Побједник Купа СР Југославије (2): 2001/02, 2002/03.
- Побједник Купа Црне Горе (1): 2009/10.
- Побједник Купа Холандије (1): 2014/15.
- Побједник БеНе лиге (1): 2014/15.
- Бронзана медаља са јуниорском репрезентацијом СР Југославије на Европском првенству 2002.